# Hans-Jürgen Kreische
Hans-Jürgen Kreische (Dresda, 19 luglio 1947) è un allenatore di calcio ed ex calciatore tedesco orientale, dal 1990 tedesco, di ruolo attaccante.

## Carriera

### Giocatore

#### Club
Militò per tutta la sua carriera nella Dinamo Dresda giocando in DDR-Oberliga 234 partite andando a segno in 127 occasioni. Nella stagione 1968-1969 giocò con la squadra in DDR-Liga (II) segnando 16 gol in 22 presenze.
Con la Dinamo vinse cinque campionati e fu capocannoniere dell'Oberliga per quattro volte (1971, 1972, 1973, 1976). Vinse inoltre nel 1973 il premio di calciatore tedesco orientale dell'anno.

#### Nazionale
Con la Germania Est giocò 50 partite (di cui quattro non ufficiali) impreziosite da 25 reti (22 in gare ufficiali). Partecipò alle olimpiadi di Monaco di Baviera 1972 e al campionato del mondo 1974. Kreische non fu selezionato per la spedizione olimpica del 1976 su ordine dei servizi segreti della Stasi per aver fatto una innocente scommessa privata durante la Coppa del Mondo del 1974 con Hans Apel, politico della Germania Ovest.

### Allenatore
Ha avuto brevi esperienze nelle panchine di Dinamo Dresda e Dresdner SC.

## Palmarès

### Giocatore

#### Club
- Campionato tedesco orientale: 5

Dinamo Dresda: 1970-1971, 1972-1973, 1975-1976, 1976-1977, 1977-1978
- Coppa della Germania Est: 2

Dinamo Dresda: 1970-1971, 1976-1977

#### Nazionale
- Bronzo olimpico: 1

Monaco di Baviera 1972

#### Individuale
- Calciatore tedesco orientale dell'anno: 1

1973